# Barent Otsz
Barent Otsz (1585-1647) was een 17e-eeuwse boekdrukker en boekverkoper in Amsterdam.
In januari 1609 kocht Barent Otsz (Otszoon) een complete drukkerij van de Engelse koopman Francoys Blackwal. Die drukkerij was blijkens de titelpagina's van zijn drukken gelegen t Amstelredam, buyten d'oude Regeliers Poort.
In die nieuwe drukkerij rollen minstens veertig titels van de persen, zowel in eigen regie als in opdracht van andere drukkers (bv. Vander Plasse).
In 1615 drukt Barent een vertaling van het nieuwe testament. In 1616 drukt hij het oude testament. Het is een herwerkte versie van de Liesveltbijbel van de Antwerpse uitgever Jacob van Liesvelt.
In 1619 drukt hij Lucelle van Bredero.
In 1624 drukt hij een geuzenliedboek in twee delen.
In 1628 drukt hij Reynaert de Vos, een seer ghenoechlijke [...] Historie...
In 1633 gaat Barent Otsz failliet.
Ook zijn zoon Otto Barentsz Smient en zijn kleinzoon Joost Otto Smient waren drukkers.

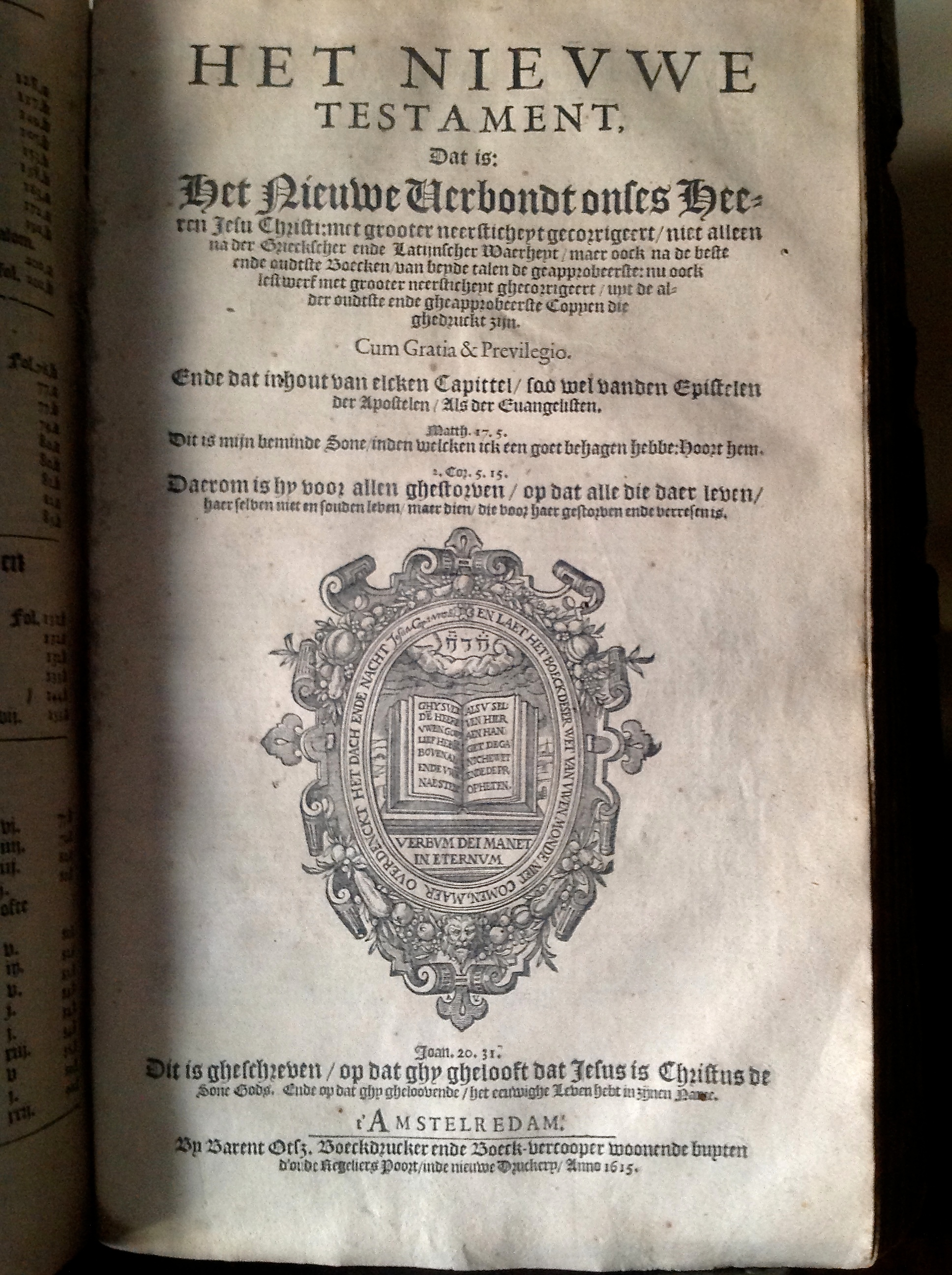
Nieuw testament, 1615
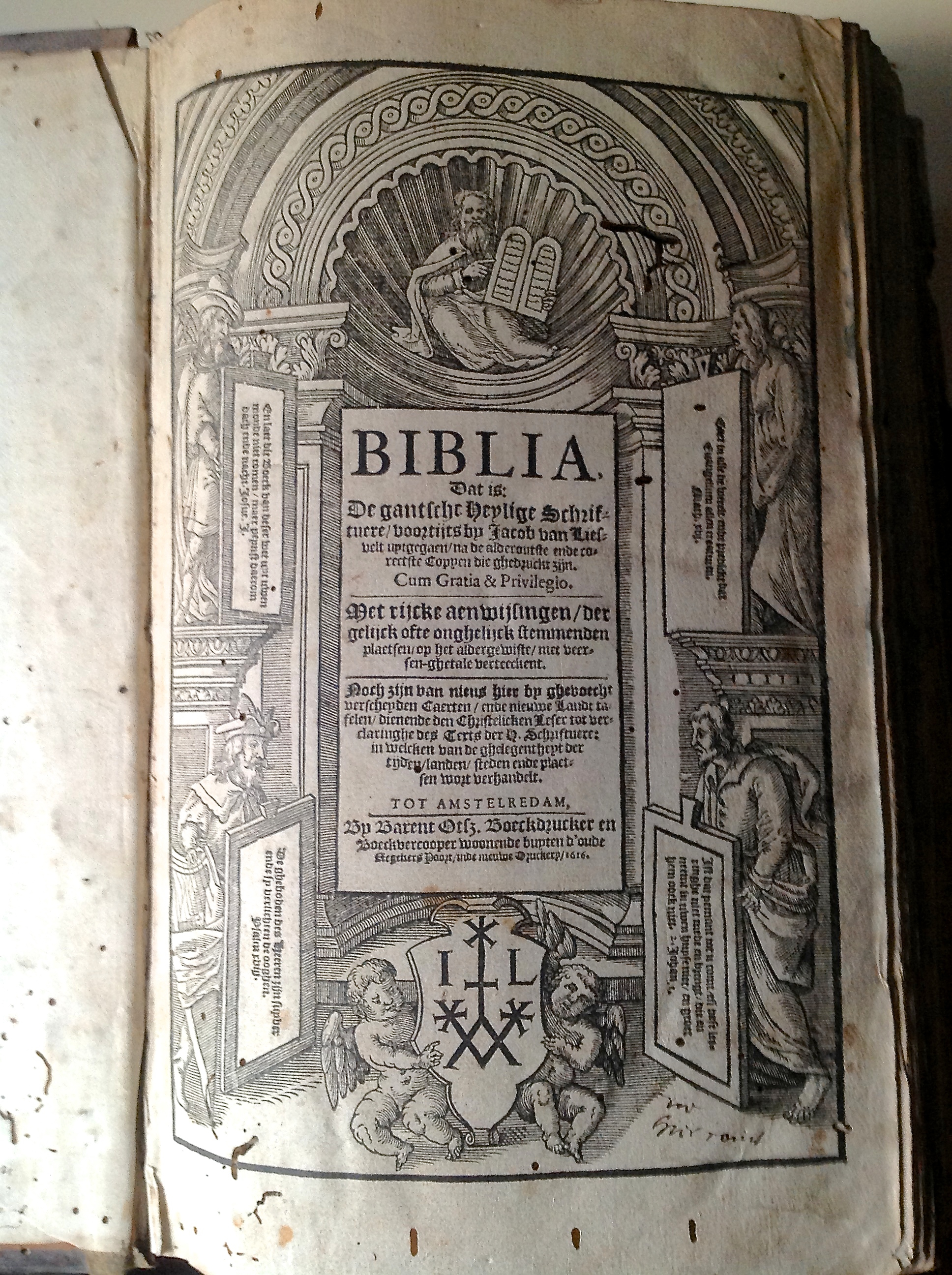
Oud testament, 1616